# Sevusaiva
Sevusaiva är en sjö i Kiruna kommun i Lappland och ingår i Torneälvens huvudavrinningsområde. Sjön har en area på 0,385 kvadratkilometer och ligger 328,9 meter över havet. Sjön avvattnas av vattendraget Sevujoki.

## Delavrinningsområde
Sevusaiva ingår i det delavrinningsområde (754843-170890) som SMHI kallar för Mynnar i Vittangiälven. Medelhöjden är 381 meter över havet och ytan är 49,06 kvadratkilometer. Räknas de 8 avrinningsområdena uppströms in blir den ackumulerade arean 165,21 kvadratkilometer. Sevujoki som avvattnar avrinningsområdet har biflödesordning 3, vilket innebär att vattnet flödar genom totalt 3 vattendrag innan det når havet efter 368 kilometer. Avrinningsområdet består mestadels av skog (94 procent). Avrinningsområdet har 1,05 kvadratkilometer vattenytor vilket ger det en sjöprocent på 2,1 procent.